# Логан, Джон Александер
Джон Александер Логан (англ. John A. Logan; 9 февраля 1826, Иллинойс — 26 декабря 1886, Вашингтон) — американский военный и политический деятель. Принимал участие в мексикано-американской войне и служил генералом федеральной армии во время Гражданской войны. Был членом Сената Иллинойса, конгрессменом и сенатором. Будучи сенатором неудачно выдвигался на пост вице-президента США на выборах 1884 года вместе с Джеймсом Блейном. Во время пребывания на посту Главнокомандующего республиканской армии был во главе движения, установившего День памяти официальным праздником США.

## Биография
Джон А. Логан родился недалеко от того места, где сейчас находится Мерфисборо (штат Иллинойс) в семье доктора Джона Логана и его второй жены Элизабет (Дженкинс) Логан. Он учился у своего отца и у частного репетитора, затем три года проучился в колледже Шайло. По окончании учёбы Логан поступил на службу в 1-й пехотный полк Иллинойса для участия в мексикано-американской войне и получил звание второго лейтенанта и назначение на должность полкового интенданта.
После войны Логан изучал право у своего дяди Александра М. Дженкинса, а окончив в 1851 году юридический факультет Университета Луисвилля успешно занялся юридической практикой.
Занвяшись политикой, Логан присоединился к демократам Дугласа, был избран окружным клерком в 1849 году, заседал в Палате представителей Иллинойса в 1853, 1854 и 1857 годах; и некоторое время, в перерыве, был прокурором Третьего судебного округа Иллинойса. В 1858 и 1860 годах он был избран как демократ в Палату представителей США. В 1853 году Логан помог провести закон, запрещавший всем афроамериканцам, включая вольноотпущенников, селиться в штате.

## Гражданская война
Логан принял участие в первом сражении при Булл-Ран в качестве добровольца. После сражения он вернулся в Вашингтон, уволился из конгресса и вступил в армию в звании полковника. Он возглавил 31-й иллинойсский добровольческий полк, который лично организовал. В армии он получил прозвище «Black Jack» за свои черные глаза и черные волосы. Он считается одним из самых способных из тех офицеров, которые не имели военного образования. Он служил на западе в армии Гранта, участвовал в сражении при Бельмонте, где под ним была убита лошадь, и при форте Донелсон, где он получил ранение. После последнего сражения он получил звание бригадного генерала, датированное 21 марта 1862 года. Во время осады Коринта Логан командовал сначала бригадой, потом дивизией Теннессийской армии. Весной 1863 года ему присвоили звание генерал-майора, датированное 29 ноября 1862 года.

## После войны

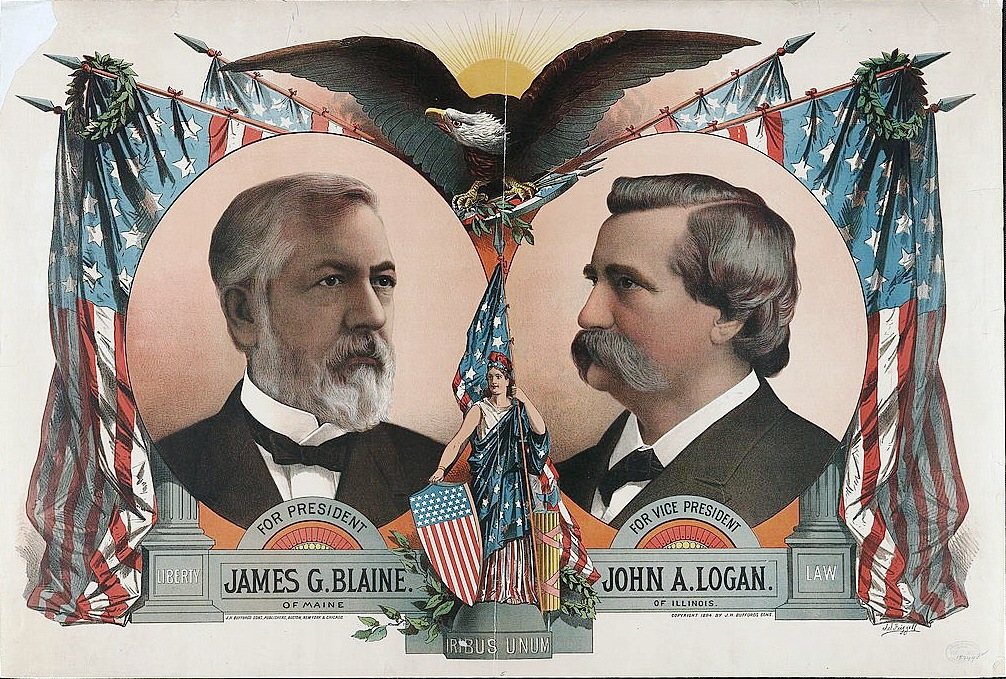
Агитация за избрание Блейна и Логана.

В 1870-х годах примкнул к республиканской фракции «Стойкие» во главе с сенатором Роскоу Конклингом, которая поддерживала политику Реконструкции президента Гранта и выступала против реформы государственной службы, продвигаемой их оппонентами из фракции «Полукровки».
После войны Логан возобновил свою политическую карьеру, теперь уже как республиканец, и был членом Палаты представителей с 1867 по 1871 год, а также Сената с 1871 по 1877 год и снова с 1879 года до своей смерти в 1886 году. Вначале Логан присоединился к радикальному крылу Республиканской партии, а в 1870-х годах примкнул к республиканской фракции «Стойкие» во главе с сенатором Роскоу Конклингом, которая поддерживала политику Реконструкции президента Гранта и выступала против реформы государственной службы, продвигаемой их оппонентами из фракции «Полукровки». Его сильные, страстные речи, популярные на трибуне, были менее эффективны в законодательных залах. В 1868 году он был одним из менеджеров Палаты представителей в процессе импичмента президента США Эндрю Джонсона.
С 1868 по 1871 год Логан был вторым главнокомандующим Великой армии Республики, организации северян-участников Гражданской войны, и помог учредить День поминовения в качестве национального государственного праздника. Его военная репутация и множество сторонников, особенно среди членов Великой армии Республики, способствовали его выдвижению на пост вице-президента в 1884 году от республиканской партии в паре с Джеймсом Г. Блейном. Однако они потерпели поражение от демократов Гровера Кливленда и Томаса Э. Хендрикса.
Логан был глубоко озлоблен поражением и винил в нём сторонников президента Честера А. Артура, который после своего первого срока проиграл выдвижение от республиканцев. Логан воспрепятствовал выдвижению Артуром кандидатуры журналиста Уильяма Элероя Кертиса на пост секретаря Латиноамериканской торговой комиссии, заявив, что Кертис сделал «разоблачения, порочащие… Национальный комитет Демократической партии». В ответ Кертис пригрозил мобилизовать ресурсы прессы против переизбрания Логана. В конечном итоге споры утихли. Выборы в Сенат США 1885 года в Иллинойсе были спорными и Логан победил только после того, как представитель Демократической партии умер и был заменен республиканцем.
В сентябре 1872 года нью-йоркская газета The Sun сообщила, что многие крупные политики были подкуплены Union Pacific Railroad и Credit Mobilier. В ответ на это Конгресс создал Комитет для расследования этих обвинений. Комитет выяснил, что в коррупции были замешаны многие сенаторы, включая Логана. В феврале 1873 года Палата представителей решила поделиться этой информацией с Сенатом. Палата представителей заявила Сенату, что эти политики, включая Логана, возможно, были замешаны в скандале. Заслушав Логана, комитета оправдал его.

## Память
В честь него поставлены памятники в Вашингтоне и Чикаго, названы округа в Канзасе, Оклахоме, Колорадо и Северной Дакоте. Его имя носит также площадь в Чикаго. Логан — один из трёх людей, которые упоминаются по имени в песне «Иллинойс». После смерти его тело было положено в ротонде Капитолия. Был отцом офицера армии США и кавалера Медали Почёта Джона Александра Логана-младшего (1865—1899).